# Elezioni comunali in Liguria del 2016
Le elezioni comunali in Liguria del 2016 si tennero il 5 giugno (con ballottaggio il 19 giugno).

## Provincia di Savona

### Savona
| Candidati                     | Candidati                    | II turno             | II turno            | I turno | I turno | Liste                            | Voti   | %     | Seggi |
| Candidati                     | Candidati                    | Voti                 | %                   | Voti    | %       | Liste                            | Voti   | %     | Seggi |
| ----------------------------- | ---------------------------- | -------------------- | ------------------- | ------- | ------- | -------------------------------- | ------ | ----- | ----- |
|                               | Ilaria Caprioglio ✔️ Sindaco | 12 482               | 52,85               | 8 038   | 26,61   | Lega Nord                        | 3 421  | 11,80 | 9     |
| Vince Savona (FI - FdI)       | Ilaria Caprioglio ✔️ Sindaco | 12 482               | 52,85               | 8 038   | 26,61   | 2 765                            | 9,54   | 7     |       |
| Lista Caprioglio Sindaco      | Ilaria Caprioglio ✔️ Sindaco | 12 482               | 52,85               | 8 038   | 26,61   | 1 513                            | 5,22   | 4     |       |
|                               | Cristina Battaglia           | 11 138               | 47,15               | 9 601   | 31,79   | Partito Democratico              | 6 352  | 21,92 | 4     |
| Battaglia Sindaco per Savona  | Cristina Battaglia           | 11 138               | 47,15               | 9 601   | 31,79   | 1 603                            | 5,53   | 1     |       |
| Savona Arancione              | Cristina Battaglia           | 11 138               | 47,15               | 9 601   | 31,79   | 716                              | 2,47   | –     |       |
| Anima Savona                  | Cristina Battaglia           | 11 138               | 47,15               | 9 601   | 31,79   | 552                              | 1,90   | –     |       |
| Unione di Centro              | Cristina Battaglia           | 11 138               | 47,15               | 9 601   | 31,79   | 413                              | 1,43   | –     |       |
| Seggio di coalizione          | Seggio di coalizione         | Seggio di coalizione | 47,15               | 9 601   | 31,79   | 1                                |        |       |       |
|                               | Salvatore Diaspro            | Salvatore Diaspro    | Salvatore Diaspro   | 7 583   | 25,11   | Movimento 5 Stelle               | 7 013  | 24,20 | 3     |
| Seggio di coalizione          | Seggio di coalizione         | Seggio di coalizione | Salvatore Diaspro   | 7 583   | 25,11   | 1                                |        |       |       |
|                               | Daniela Pongiglione          | Daniela Pongiglione  | Daniela Pongiglione | 2 558   | 8,47    | Noi per Savona                   | 1 454  | 5,02  | –     |
| Savona Bella                  | Daniela Pongiglione          | Daniela Pongiglione  | Daniela Pongiglione | 2 558   | 8,47    | 787                              | 2,72   | –     |       |
| Seggio di coalizione          | Seggio di coalizione         | Seggio di coalizione | Daniela Pongiglione | 2 558   | 8,47    | 1                                |        |       |       |
|                               | Marco Ravera                 | Marco Ravera         | Marco Ravera        | 1 443   | 4,78    | #Rete a Sinistra                 | 1 441  | 4,97  | –     |
| Seggio di coalizione          | Seggio di coalizione         | Seggio di coalizione | Marco Ravera        | 1 443   | 4,78    | 1                                |        |       |       |
|                               | Carlo Frumento               | Carlo Frumento       | Carlo Frumento      | 613     | 2,03    | Siamo Italiani di Savona         | 620    | 2,14  | –     |
|                               | Giorgio Barisone             | Giorgio Barisone     | Giorgio Barisone    | 368     | 1,22    | Partito Comunista dei Lavoratori | 331    | 1,14  | –     |
| Totale                        | Totale                       | 23 620               | 100                 | 30 204  | 100     |                                  | 28 981 | 100   | 32    |
|                               |                              |                      |                     |         |         |                                  |        |       |       |
| Fonte: Ministero dell'interno |                              |                      |                     |         |         |                                  |        |       |       |